# Janus Pannonius

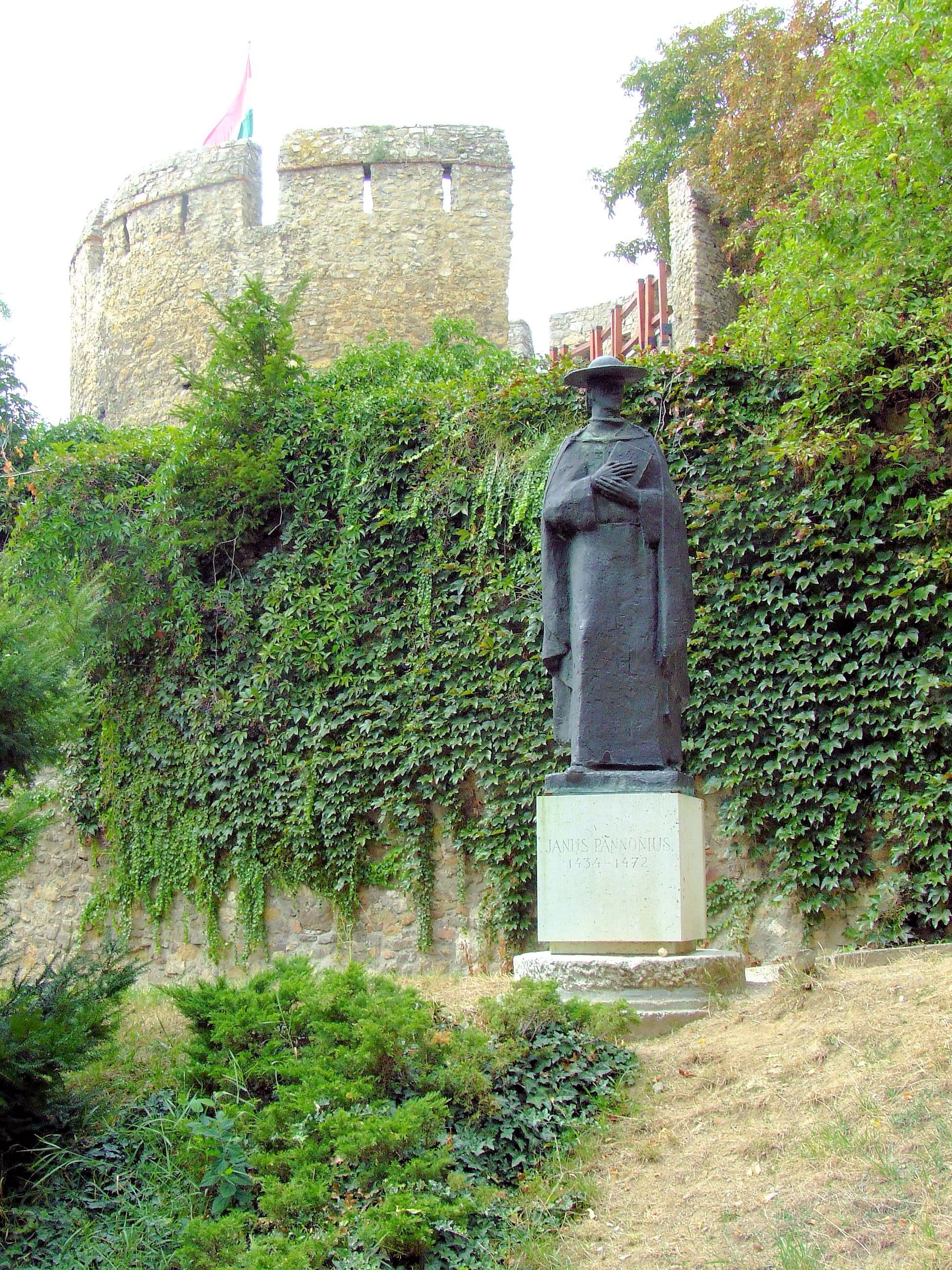
Estàtua de Janus Pannonius.

Janus Pannonius (en hongarès János Csezmiecei, en croat Ivan Česmički) (1434-1472) fou un humanista, poeta, diplomàtic i sacerdot croatohongarès. Se'l considera com el més significatiu poeta del Renaixement hongarès (i un dels pocs dels quals ha quedat registre després de les invasions turques) i una de les principals figures de la poesia renaixentista europea.

## Biografia
Va néixer en una petita vila prop del riu Drava, en un extrem d'Eslavònia. Se'n sap ben poc, dels seus orígens familiars, tret que el seu pare era un noble croata i la seva mare, Borbála Vitéz, era la germana de l'arquebisbe János Vitéz.
Fou la seva mare qui s'encarregà de la seva educació. El 1447 el seu oncle l'envià a Itàlia perquè hi tingués una formació humanista. Estudià a l'escola de Guarino de Verona a Ferrara, on va aprendre llatí i grec sota la direcció d'un dels més famosos mestres del Renaixement italià. Fou considerat com l'alumne més avantatjat de la seva generació, i no va trigar a demostrar la seva habilitat com a poeta clàssic. L'educació superior, en dret canònic, va completar-la a la Universitat de Pàdua, i després d'un viatge per Roma va decidir de tornar al Regne d'Hongria el 1458, el mateix any en què Maties Corví va accedir al tron. Durant un temps ocupà el càrrec de Canceller Reial, i aviat va convertir-se en bisbe de Pécs i més endavant vicecanceller del país. Així doncs, Janus Pannonius va esdevenir un intel·lectual molt influent en el país, i introductor de l'humanisme gràcies als seus contactes amb alguns dels pensadors més destacats de l'època.